# William H. Mackie
William H. Mackie (1859 – 19 oktober 1929) was een Amerikaans componist en arrangeur. Voor bepaalde werken gebruikte hij de pseudoniemen: F. Bayer, F. Beyer, W. Beyer en W.H. Mackie-Beyer.
Van deze componist is niet veel bekend. Het eerste gepubliceerde werk dateert uit 1887 en draagt als auteur zijn geboortenaam. Hij werkte als arrangeur en componist voor de Amerikaans muziekuitgeverijen Witmark (1898-1901), Standard (1896-1899), Leo Feist (tot 1906), J.W. Pepper (sinds 1898) en vanaf 1926 voor de National Broadcasting Company. Het laatste onder zijn geboortenaam gepubliceerde werk is 1906 bij Feist uitgegeven. Hij zal rond 100 composities en meerdere duizend bewerkingen voor blaasmuziek achtergelaten hebben. Van 1896 tot 1899 publiceerde hij onder het pseudoniem F. Bayer drie werken. Van 1898 tot 1901 werken onder hetzelfde pseudoniem rond 20 werken bij de muziekuitgeverij J.W. Pepper gepubliceerd. 

## Composities

### Werken voor orkest
- 1898 Just one girl, walsselectie
- 1902 Scotch melodies, selectie voor piano en orkest
  1. Charlie is my darling
  2. Robin Adair
  3. Rob Roy
  4. There's nae luck about the house
  5. Mary of Argyle
  6. Kinloch of Kinloch
  7. Blue bells of Scotland
  8. Rob Roy Mac Gregor o!
  9. Ye banks and braes o' Bonnie Doon
  10. Money musk strathspay
  11. Fling
  12. The Campbells are comin'
  13. Auld lang syne
- 1904 The Perfection, orkestcollectie
- 1905 Dancing sun-rays, voor glockenspiel en orkest
- 1917 The secondary band and orchestra collection
- College Girls, mars
- Iffa-Saffa-Dill, voor xylofoon solo en orkest
- Make no mistake, schottische
- Pepper and Son's combination band and orchestra collection
- Southern melodies, voor xylofoon solo en orkest

### Werken voor harmonieorkest
- 1889 Atlantic march
- 1896 Streets of Cairo, schottische
- 1900 The wonder, selectie
- 1901 Cosmopolitan March
- 1901 The dazzler, selectie
- 1902 By the Dreamy Susquehanna Long Ago, walsselectie
- 1902 Our nation - medley of national airs
- 1902 Recollections of Stephen Foster
- 1902 Southern melodies, voor harmonieorkest
  1. Kemo Kimo
  2. De boatman's dance
  3. Massa's in the cold ground
  4. Ring, ring de banjo
  5. Carry de news
  6. Old folks at home
  7. Arkansas traveler
  8. High daddy
  9. Nigger nebber die
  10. Hard times come again no more
  11. Ma dusky belle and Dixie
- 1903 Home, sweet home
- 1903 Sweet memories, serenade
- 1904 Summer breezes, serenade
- 1904 Sword of Honor
- 1904 The surprise band book
- 1905 War songs
- 1906 On to victory
- 1906 Onward Christian soldiers and Adeste fideles
- 1906 The golden west
- 1909 Echoes from the opera
- 1910 Lyric overture
- 1910 Sterling band book (samen met: Fred Luscomb; Nick Brown; Everett J Evans)
- 1911 Moonlight in Venice
- 1911 The Acme band book
- 1912 The Thunderbolt no. 1
- 1914 Gems from the overtures
- 1915 Dear Heart, serenade, duet voor kornet en bariton met begeleiding van het harmonieorkest
- 1915 Guard of honor, mars
- 1915 Sweet one
- 1916 Remember me, duet voor kornetten en harmonieorkest
- 1917 By gosh!, mars
- 1917 Song of the night, Romance
- 1917 The secondary band and orchestra collection
- 1918 Piedmont overture
- 1918 Spirit of the world, mars
- 1920 Emergency aid, mars
- 1920 Honey girl
- 1920 The narrow trail, mars
- 1920 The younger set
- Absence makes the heart grow fonder - my sweetheart of sweethearts
- All to the Good, selectie
  1. My Carolina Caroline
  2. By the dreamy Susquehanna long ago
  3. Sadie Moore
  4. My moonbeam babe
  5. Good morning Carrie
  6. Love me, love me, honey do!
  7. The song of the lighthouse bell
  8. Baby mine
- Around the world medley
- Bassology
- Bright and gay
- Celeste
- Dance of the moonbeams
- Entrance March: "Acacia Club March"
- Evening Post
- Get busy
- Gloaming
- Golden Days, ouverture
- Happy and Gay
- It's up to you, selectie
- Jollification, selectie
- Love's sweet dream, serenade
- Old Favorites, marsenselectie
- On to Panama
- Pepper and Son's combination band and orchestra collection
- Pepper and Son's operatic band book
- Progressor March
- Raise the flag, mars
- Soldier boys, mars
- Songs of Germany
- Star of Hope
- State militia
- Trail to yesterday

### Werken voor piano
- 1895 Herald Square March

### Werken voor slagwerk
- La kraquette, voor xylofoon solo

### Pedagogische werken
- 1916 New excelsior method for drums, fife, tympani, orchestra bells and xylophone

## Publicaties
- The band leader's guide, J.W. Pepper, 1916. 48 p.
- The orchestra leader's guide, J.W. Pepper & Son, 1916. 50 p.